# Platja de Las Arreas
La platja de Las Arreas és una platja situada a l'occident del Principat d'Astúries (Espanya), al concejo de Valdés al municipi de Ḷḷuarca.
Forma part de la Costa Occidental d'Astúries Costa Occidental d'Astúries i és llistada com a Paisatge protegit, ZEPA, LIC. Té forma de petxina, la longitud mitjana és d'uns 200 metres i l'amplària mitjana d'uns 15 metres. El seu entorn és urbà, amb un alt grau d'urbanització i perillositat. L'accés per als vianants és d'uns cinc-cents metres de longitud. El jaç és de sorra de gra fosc i grandària mitjana.
La platja està prop de les localitats de Ḷḷuarca i Villar i per accedir-hi cal agafar la carretera que va a la «punta de la Atalaya», al lloc de l'església de Ḷḷuarca, el cementiri i el far. Enfront d'aquests llocs hi ha unes cases molt peculiars, totalment a la vora del penya-segat, que recorden les cases penjants de Conca. Aquesta zona està protegida en la seva part oriental per la «punta Focicón». Sota aquestes cases està la platja de les Arreas. Hi arriben aigües residuals i una desembocadura fluvial que realment és la de dos emissors d'abocaments urbans. La baixada és molt perillosa i difícil.